# Antirrhea hela
Espèce
Antirrhea hela est une espèce de lépidoptère de la famille des Nymphalidés et du genre Antirrhea.

## Dénomination
Antirrhea hela a été décrit par Cajetan Freiherr von Felder et Rudolf Felder en 1862.

## Écologie et distribution
Antirrheaen hela est présent au Pérou.

### Protection
Pas de statut de protection particulier